# Завтра премьера
«Завтра премьера» (пол. Jutro premiera) — польский чёрно-белый художественный фильм, комедия 1962 года, сатира на театральную среду. Сценарий основан на пьесе Ежи Юрандота.

## Сюжет
Действие происходит в театре. В ходе подготовки к новому представлению, возникает неопределенная ситуация, кто будет задействован в новом спектакле. Наступают неожиданные изменения в составе актеров, а вместо признанного художника-декоратора оформление  спектакля поручено его сыну, дебютанту. Множатся сплетни и интриги. Во время генеральной репетиции обнаруживается, что содержание пьесы совпадает с жизненной ситуацией актёров. Однако, несмотря на недоразумения и конфликты, премьера спектакля проходит с большим успехом.

## В ролях
- Калина Ендрусик — Барбара Перцикувна, актриса
- Ирена Малькевич — Янина Радваньская, актриса
- Густав Холоубек — Зенон Вевюрский, автор драмы
- Венчислав Глинский — Рышард Курылло, режиссёр драмы
- Тадеуш Янчар — Роман Виттинг, сценограф
- Игнацы Маховский — профессор Марцелли Виттинг, отец Романа
- Александер Бардини — Закшевский, директор театра
- Барбара Краффтувна — Флапця, суфлёрша
- Войцех Семион — Юзё, инспициент
- Эдвард Дзевоньский — Шафранкевич, актёр
- Александер Дзвонковский — Геллерт, актёр
- Станислав Тым — актёр выступающий в представлении
- Ванда Лучицкая — Бригидка, буфетчица в театре
- Кристина Сенкевич — продавщица в цветочном магазине
- Леопольд Тырманд[англ.] — знакомый Вевюрского в кафе литераторов
- Богдан Лазука — журналист